# Gura Râului
Gura Râului is een Roemeense gemeente in het district Sibiu.

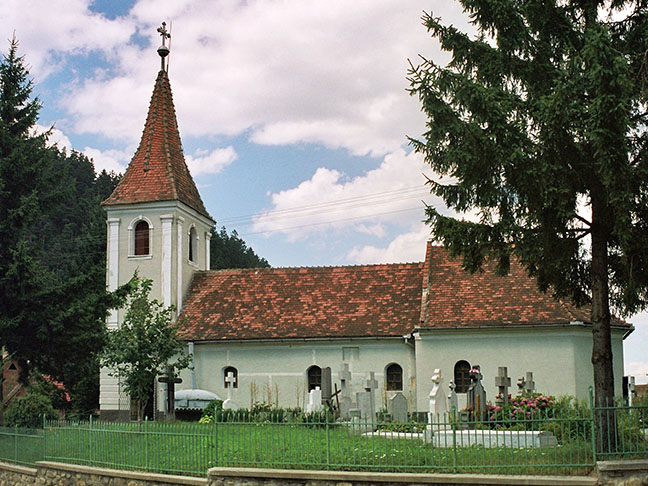
Gura Râului

Gura Râului telt 3641 inwoners.